# Belgische Badminton-Mannschaftsmeisterschaft 2006/07
Sieger der Belgischen Badminton-Mannschaftsmeisterschaft 2006/07 wurde das Team von Dropshot 1.

## Endstand
| Platz | Team              |
| ----- | ----------------- |
| 1.    | BC Dropshot       |
| 2.    | W&L               |
| 3.    | CSB d’Ixelles     |
| 4.    | BC Webacsa        |
| 5.    | Lebad Kortrijk    |
| 6.    | BC Saive          |
| 7.    | BC De Dijlevallei |
| 8.    | DZ99              |